# Tchad i olympiska sommarspelen 1964
Tchad deltog med två deltagare vid de olympiska sommarspelen 1964 i Tokyo. Ingen av landets deltagare erövrade någon medalj.